# Anton Mussert
Anton Adriaan Mussert (pronunție în neerlandeză [ˈɑntɔn ˈmɵsərt]; n. 11 mai 1894, Werkendam⁠(d), Brabantul de Nord, Țările de Jos – d. 7 mai 1946, Waalsdorpervlakte⁠(d), Olanda de Sud, Țările de Jos) a fost unul dintre fondatorii Mișcării Național-Socialiste din Țările de Jos (NSB) și conducătorul formal al acestui partid. Ca atare, el a fost cel mai proeminent fascist neerlandez înaintea și în timpul celui de-al Doilea Război Mondial. În perioada războiului, el și-a păstrat această poziție datorită sprijinului primit din partea germanilor. După război, el a fost condamnat la moarte pentru înaltă trădare și executat.

## Biografie

### Primii ani
Mussert s-a născut în 1894 în Werkendam, în partea de nord a provinciei Brabantul de Nord a Țărilor de Jos. Încă de la o vârstă fragedă el a dovedit talent în domeniul tehnic și, după absolvirea școlii secundare, a ales să studieze ingineria civilă la Universitatea de Tehnologie din Delft. În 1920, el a devenit activ în mai multe organizații de extremă dreapta, cum ar fi Dietsche Bond, care milita pentru o Olandă Mare, ce ar fi inclus Flandra (regiune a Belgiei cu populație vorbitoare de limba neerlandeză).

### Fondarea Nationaal-Socialistische Beweging

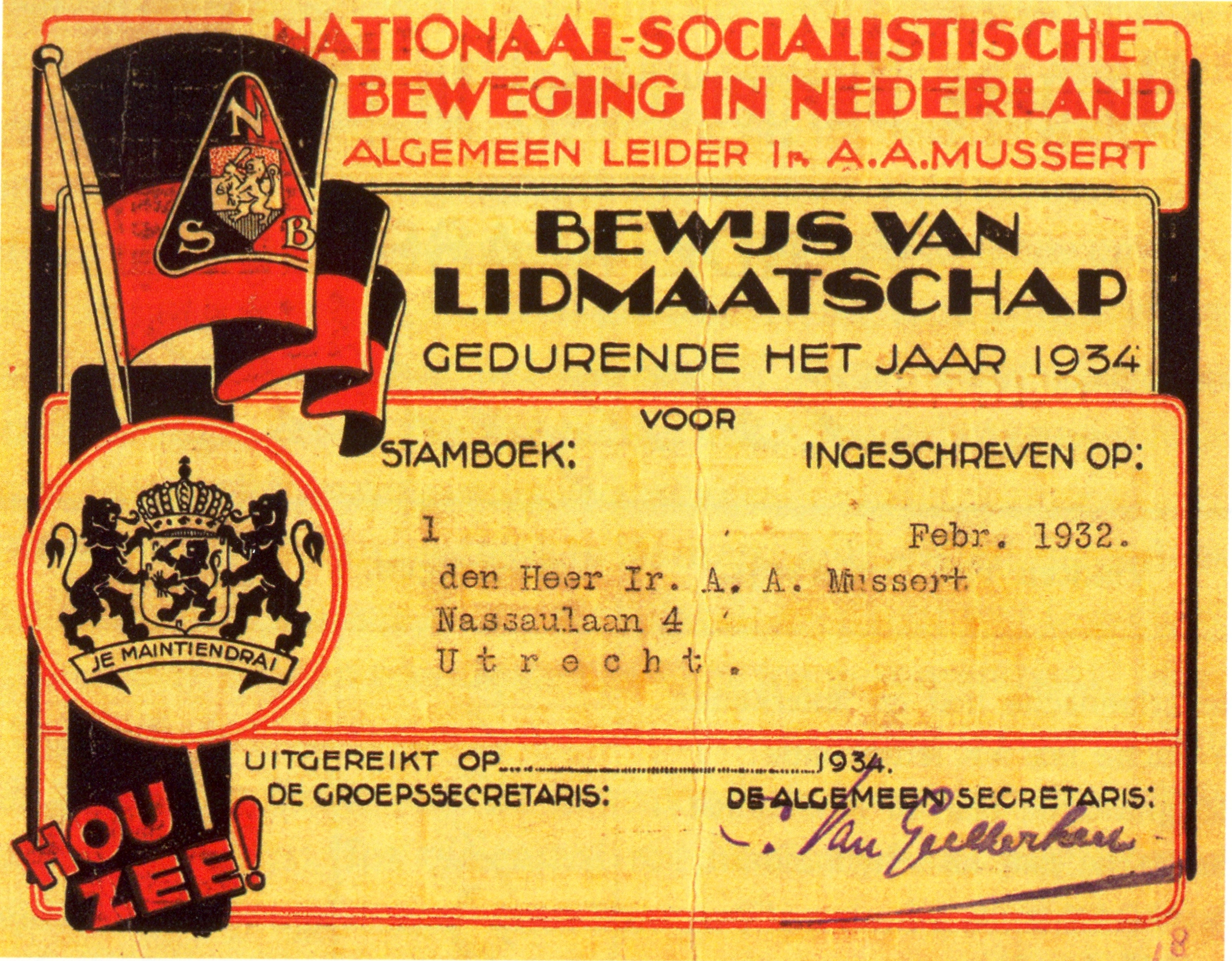
Legitimația de membru NSB a lui Mussert, cu nr. 1

Pe 14 decembrie 1931, Mussert, Cornelis van Geelkerken și alte zece persoane au fondat Nationaal-Socialistische Beweging (NSB) (Mișcarea Național-Socialistă), omologul neerlandez al Partidului Național-Socialist German, adică al Partidului Nazist. În primii săi ani, NSB a susținut că printre membrii săi se aflau mai multe sute de evrei, până când partidul a adoptat o ideologie antisemită, sub influența nazismului german.
O demonstrație de la Utrecht din anul 1933 a atras doar 600 de protestatari. Un an mai târziu, NSB a adunat 25.000 de manifestanți în Amsterdam. NSB a primit 300.000 de voturi în alegerile parlamentare din 1935. În alegerile din 1937, partidul a obținut un pic mai mult de jumătate din voturile obținute anterior. Ulterior, Mussert a depus eforturi pentru prevenirea rezistenței față de o invazie germană. 

### Rolul său în timpul războiului

#### 1940

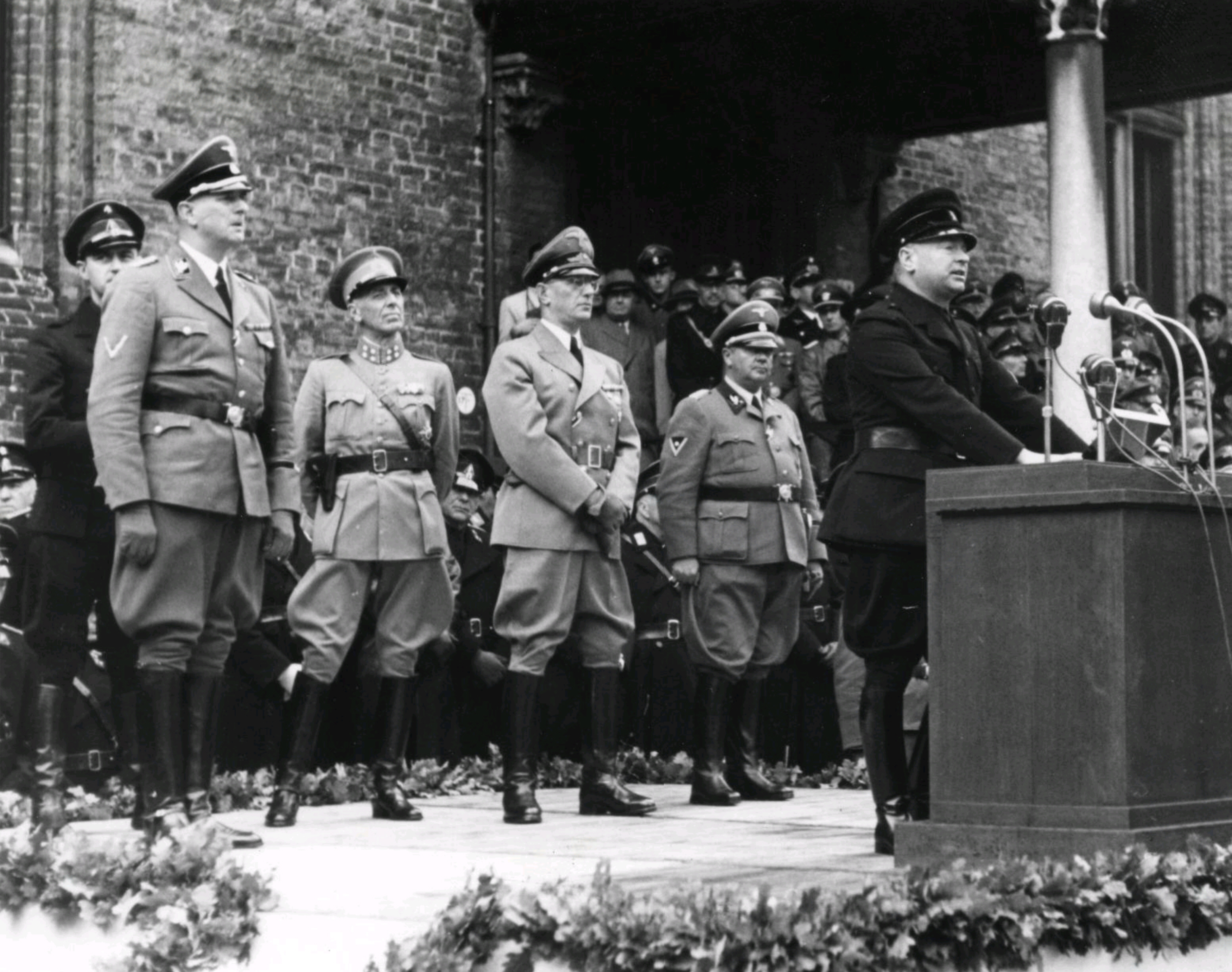
Mussert ținând un discurs în fața voluntarilor NSB din Haga, octombrie 1941. În spate se află Rijkscommissaris Arthur Seyss-Inquart, generalul Hendrik Seyffardt și SS-Obergruppenführer Hanns Albin Rauter.

O stare de asediu a fost declarată de guvernul Țărilor de Jos în aprilie 1940, după ce corespondentul ziarului New York Times, Vladimir Poliakov, a răspândit știrea falsă că adepții lui Mussert se pregăteau să o răpească pe regina Wilhelmina ca parte a unei lovituri de stat. Pe 10 mai, trupele germane au invadat Țările de Jos și au fost scoase în afara legii toate partidele, cu excepția NSB-ului condus de Mussert.
Mussert nu a fost numit prim-ministru al țării ocupate, așa cum se aștepta. În schimb, nazistul austriac Artur Seyss-Inquart a fost numit Reichskommissar, în timp ce Berlinul i-a cerut lui Mussert să-și controleze conaționalii ostili. Mussert a colaborat cu Gestapo-ul pentru înăbușirea rezistenței neerlandeze față de ocupația germană. Pe 21 iunie 1940 Mussert a fost de acord ca membrii NSB să fie instruiți în cadrul SS-Standarte „Westland”. Pe 11 septembrie, Mussert l-a însărcinat pe Henk Feldmeijer să organizeze Nederlandsche SS (SS-ul olandez) ca divizie a NSB. Mussert nu a avut nicio legătură cu înființarea unei unități SS formate din voluntari neerlandezi, SS-Freiwilligen-Legion Niederlande. Mii de cetățeni olandezi au fost arestați de către membrii acestei unități.

#### Anii următori
În timpul perioadei de ocupație, peste 100.000 de evrei neerlandezi au fost ridicați de poliție și transportați în lagărele de concentrare din Germania, Polonia ocupată de germani și Cehoslovacia ocupată de germani. Puțini evrei neerlandezi au reușit să supraviețuiască până în momentul când aceste lagăre au fost eliberate.
În februarie 1941, Mussert a acceptat și a supravegheat formarea Diviziei 23 Grenadieri Voluntari SS „Nederland”, care a fost instruită la Hamburg. În noiembrie 1941, unitatea a fost trimisă pe Frontul de Est în apropiere de Leningrad, sub comanda supremă a Grupului de Armate Nord. Divizia a luptat eroic alături de aliații germani, dar a suferit mari pierderi.
Pe 8 decembrie 1941, administrația independentă olandeză din Indiile de Est Olandeze a declarat război Japoniei, țără aliată a Germaniei Naziste. După invazia și ocupația acestor teritorii de către Japonia și internarea ulterioară în lagăre a 50.000 de militari și a 100.000 de civili olandezi, Mussert a solicitat o întâlnire cu Hitler. Pe 13 decembrie 1942, Hitler i-a oferit lui Mussert titlul onorific de „Leider van het Nederlandse Volk” (Conducător al poporului neerlandez).
După ce a pierdut controlul asupra Nederlandsche SS și a unităților militare care făceau parte din Wehrmacht în favoarea comandanților naziști din forțele de ocupație, Mussert a avut ultima sa întrevedere cu Hitler în mai 1943 și i s-a spus că nu va mai avea niciodată control politic. După Operațiunea Market Garden din septembrie 1944 și în semn de represalii față de greva generală a muncitorilor feroviari, autoritățile germane au stopat toate transporturile de produse alimentare și combustibil către provinciile vestice, în care trăiau 4,5 milioane de oameni. Astfel, a avut loc o foamete puternică în iarna anilor 1944/1945, iar aproximativ 20.000 de persoane au murit de foame. Pe tot parcursul crizei, Mussert a rămas tăcut de teamă că-și va pierde puțina putere pe care o mai avea.
Până la sfârșitul războiului au murit 205.901 de bărbați și femei neerlandezi. Țările de Jos au avut cea mai mare rată de deces pe cap de locuitor din toate țările ocupate de germani în Europa de Vest, 2,36%. Alți 30.000 au murit în Indiile Olandeze de Est, fie în luptă cu japonezii, fie în lagărele japoneze de prizonieri. Acolo au fost deținuți nu numai militari, ci și civili olandezi.

### Execuția

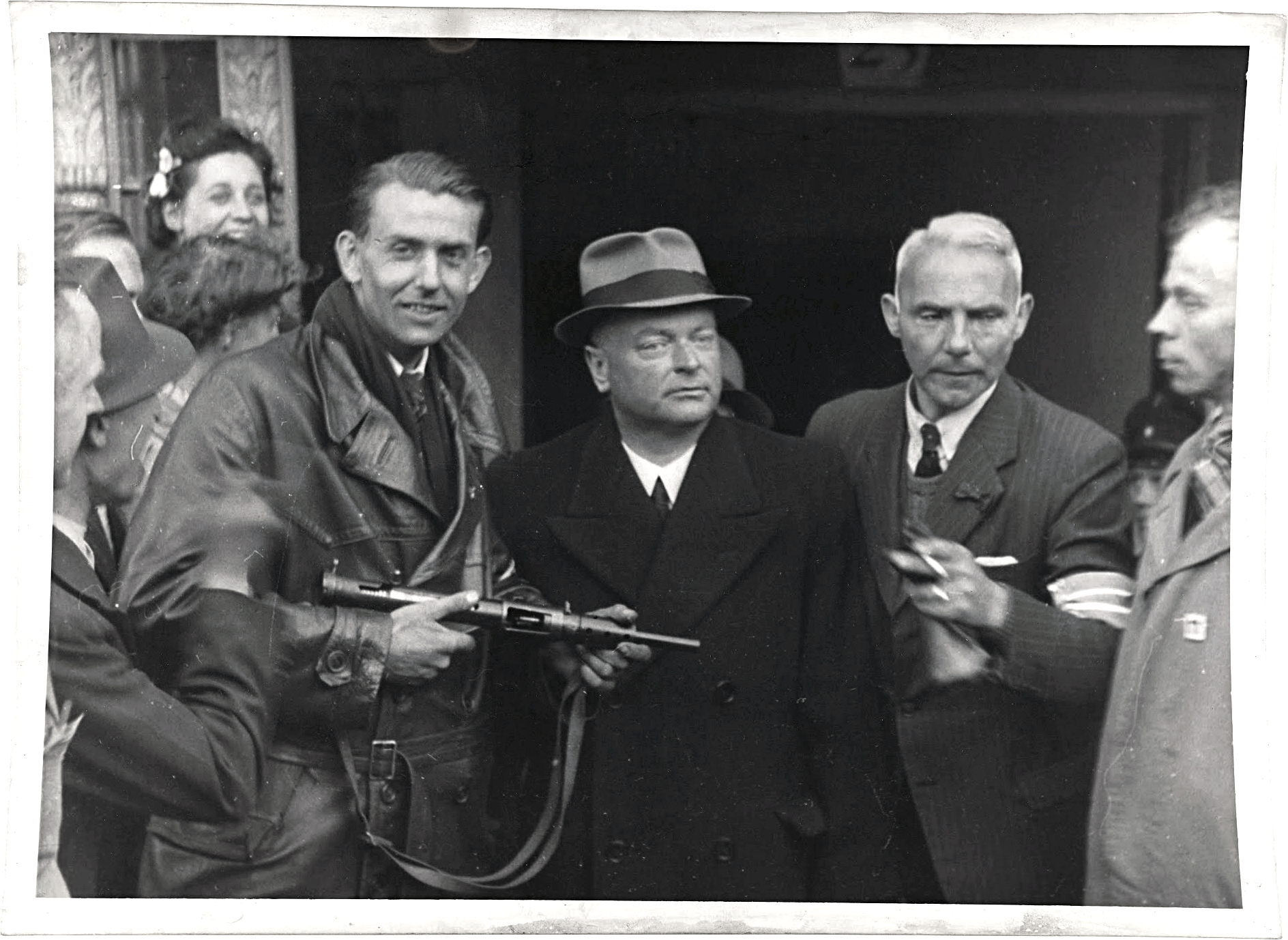
Anton Mussert este condus afară după ce a fost arestat în biroul său din Huis van Pauw, Korte Vijverberg (Haga). Omul din dreapta lui Mussert este Johann Gottlieb Crabbendam (1898-1974), șef al Serviciului de Informații al Poliției în timpul ocupației și din 1945 șef al Biroului „B” al Agenției Neerlandeze de Siguranță Națională (BNV). În extrema dreaptă este Willem Gerard Valken (1895-1987), noul șef (interimar) al poliției municipale din Haga.

După capitularea Germaniei, Mussert a fost arestat în biroul NSB din Haga pe 7 mai 1945. El a fost condamnat pentru înaltă trădare pe 28 noiembrie, după un proces ce a durat două zile, și a fost condamnat la moarte pe 12 decembrie. A formulat o cerere de grațiere către regina Wilhelmina, dar a fost refuzat. Pe 7 mai 1946, la exact un an de la arestarea lui și cu patru zile înainte de a împlini vârsta de 52 de ani, Mussert a fost executat de un pluton de execuție pe Waalsdorpervlakte, un teren aflat în apropiere de Haga, unde sute de cetățeni olandezi au fost uciși de regimul nazist.